# Erich Rutha
Erich Rutha (* 30. März 1905 in Berlin; † 3. August 1980) war ein deutscher KPD- und SED-Funktionär, Widerstandskämpfer gegen das NS-Regime und FDGB-Funktionär.

## Leben
Rutha, Sohn einer Arbeiterfamilie, besuchte die Volksschule und absolvierte eine Lehre.  Er war als Maschinenarbeiter beschäftigt. 1930 trat er der Kommunistischen Partei Deutschlands (KPD) bei und wurde Leiter der Internationalen Arbeiterhilfe (IAH) in Berlin-Moabit. Ab 1932 war er Mitglied des Reichsvorstandes der IAH.
Nach der Machtergreifung der Nationalsozialisten beteiligte sich Rutha am kommunistischen Widerstand. Er wurde bereits im März 1933 verhaftet und in das KZ Columbia-Haus verbracht. Im September desselben Jahres wurde er erneut verhaftet und inhaftiert. Nach seiner Entlassung setzte er seine illegale Arbeit für die IAH und die KPD fort.  
Rutha nahm 1934 Verbindung mit Richard Gyptner in Saarbrücken auf und reiste auch einmal nach Paris zu Willi Münzenberg und Erich Birkenhauer. Nachdem 1934 die illegalen Abziehapparate und Schreibmaschinen der IAH in Berlin entdeckt und beschlagnahmt worden waren, wurde beschlossen die Zeitung Solidarität in Prag weiter herauszugeben. Rutha fuhr in die tschechoslowakische Hauptstadt und organisierte die Herausgabe der Zeitung. Zusammen mit der Solidarität wurden anschließend auch der Gegenangriff und die Arbeiter Illustrierte Zeitung ins Deutsche Reich geschickt. Im März 1935 nahm Rutha in Petzer (Riesengebirge) an einem Kurs für deutsche IAH-Funktionäre teil. Danach kehrte Rutha nach Deutschland zurück. Ende 1935 wurde die IAH aufgelöst und die aktiven Mitglieder in die Partei überführt. 1937 wurde Rutha erneut verhaftet und 1938 vom „Volksgerichtshof“ zu fünf Jahren Zuchthaus verhaftet. Er war in Celle und Hameln inhaftiert. Nach seiner Entlassung arbeitete er als Revolverdreher.
1945 trat Rutha wieder der KPD bei und wurde 1946 Mitglied der SED. Er war hauptamtlicher Funktionär im SED-Kreisvorstand Berlin-Wedding (französischer Sektor). Ab 1949 fungierte er als Erster Sekretär der SED-Kreisleitung Berlin-Wedding. Später war er Zweiter Vorsitzender des Landesvorstandes der IG Metall Groß-Berlin. Von 1957 bis 1968 wirkte er als Sekretär im Bundesvorstand des Freien Deutschen Gewerkschaftsbundes (FDGB) in Berlin, später als Mitarbeiter in der Westabteilung des FDGB-Bundesvorstandes. Zuletzt war er Mitarbeiter der Bezirksgewerkschaftsleitung der Deutschen Reichsbahn in Westberlin.
Von 1950 bis 1954 war Rutha zudem Kandidat des ZK der SED.